# 戈爾韋 (紐約州村)
戈爾韋（英語：Galway）是位於美國紐約州薩拉托加縣的村。

## 人口
根據2020年美國人口普查的數據，戈爾韋的面積為0.66平方千米，皆為陸地。當地共有人口165人，而人口密度為每平方千米250人。